# Glavoč krvoust
Glavoč krvoust (lat. Gobius cruentatus) riba je iz porodice glavoča (lat. Gobiidae). Ova vrsta je relativno čest stanovnik Jadrana, a i često se lovi, pogotovo udicom. Ima vretenast oblik tijela, krupnu glavu s očima koje su smještene na vrhu. Najlakše ga je prepoznati po boji, krvoust je crvenkastosmeđ s velikim svijetlim i tamnim mrljama, a naupadljivija su mu usta po kojima je i dobio ime. Ona su jarko crvene boje, koja je tek nešto svjetlija na obrazima. Ova odlika je izražena samo kod odraslih jedinki. Trbušne peraje su mu spojene opnom, a vrhovi ostalih peraja imaju plavičast odsjaj. Živi isključivo u moru na dubinama do 40 m, na pješčano-kamenitom dnu, a hrani se crvima, mekušcima, račićima, mlađi,.. Naraste do 18 cm duljine. Mrijesti se u jesen, kada ženka polaže jajašca u pukotinu. Mlađ se leže nakon 5-6 dana, a u međuvremenu ih čuva mužjak.

## Zanimljivost
Kako krvoust živi na istom području kao i glavoč bjelaš (lat. Gobius geniporus), te imaju parenje u isto vrijeme, ponekad se dogodi da se ove dvije vrste križaju.

## Rasprostranjenost
Kristalni glavoč živi u Atlantiku od Irske do Maroka, a kako je potvrđen nalau u Senegalu, smatra se da živi i na području kod Mauritanije.
Osim Atlantika, prisutan je i po cijelom Mediteranu.

## Vanjske poveznice
|  | Zajednički poslužitelj ima još gradiva o temi Gobius cruentatus |
|  | Wikivrste imaju podatke o taksonu Gobius cruentatus             |